# Diplazium tetsu-yamanakae
Diplazium tetsu-yamanakae är en majbräkenväxtart som beskrevs av Satoru Kurata.
Diplazium tetsu-yamanakae ingår i släktet Diplazium och familjen Athyriaceae. Inga underarter finns listade i Catalogue of Life.